# NGC 2921
NGC 2921 é uma galáxia espiral barrada (SBa/P) localizada na direcção da constelação de Hydra. Possui uma declinação de -20° 55' 11" e uma ascensão recta de 9 horas, 34 minutos e 31,1 segundos.
A galáxia NGC 2921 foi descoberta em 24 de Dezembro de 1786 por William Herschel.